# Шарен
Шарен (фр. Charrin) насеље је и општина у источном делу централне Француске у региону Бургоња, у департману Нијевр која припада префектури Шато Шенон (град).
По подацима из 2011. године у општини је живело 606 становника, а густина насељености је износила 23,04 становника/km². Општина се простире на површини од 26,3 km². Налази се на средњој надморској висини од 200 метара (максималној 243 m, а минималној 190 m).

## Демографија
| 1962. | 1968. | 1975. | 1982. | 1990. | 1999. | 2011. |
| ----- | ----- | ----- | ----- | ----- | ----- | ----- |
| 614   | 640   | 683   | 733   | 688   | 624   | 606   |

График промене броја становника у току последњих година